# Robertas Žulpa
 (août 2024).
Si vous disposez d'ouvrages ou d'articles de référence ou si vous connaissez des sites web de qualité traitant du thème abordé ici, merci de compléter l'article en donnant les références utiles à sa vérifiabilité et en les liant à la section « Notes et références ».
Robertas Žulpa, né le 20 mars 1960 à Vilnius et mort le 30 août 2024, est un nageur lituanien qui représente l'URSS. Spécialiste de la brasse, il remporte le 200 mètres brasse aux Jeux olympiques d'été de 1980 à Moscou.
Il obtient également d'autres médailles aux championnats du monde de natation 1982, championnats d'Europe de natation 1981, championnats d'Europe de natation 1983 et à l'Universiade d'été 1983.

## Palmarès

### Championnats d'Europe
- Championnats d'Europe 1981 à Split (Yougoslavie) :
  -  Médaille d'or du 200 m brasse.
- Championnats d'Europe 1983 à Rome (Italie) :
  -  Médaille d'or du 100 m brasse ;
  -  Médaille d'or du relais 4 × 100 m 4 nages ;
  -  Médaille de bronze du 200 m brasse.